# Ruedi Klapproth
Ruedi Klapproth (* 8. Oktober 1925 in Saalfeld/Saale; † 15. Juni 2012) war ein Schweizer Jugendschriftsteller.

## Leben
Klapproths Vater war Architekt, sein Grossvater mütterlicherseits ein Schuhhändler in Luzern. Seine Eltern lebten zeitweise in Deutschland, daher wurde Klapproth als Auslandschweizer in Saalfeld/Saale geboren. Nach der Rückkehr seiner Eltern in die Schweiz 1932 lebte er in Luzern, wo er seine schulische Ausbildung am Realgymnasium abschloss. Nach dem Handelsdiplom arbeitete er zunächst als kaufmännischer Angestellter, bevor er das Lehrerseminar in Hitzkirch absolvierte und von 1958 bis 1972 als Primarlehrer arbeitete. Nach dem Erwerb des Lehrdiploms für Sprachunterricht war er bis 1990 als Lehrer für Deutsch am Kantonalen Kindergärtnerinnen-Seminar in Luzern tätig.
Klapproth wohnte seit 1974 in Alpnach im Kanton Obwalden. Seine Urne ist im Friedhof der Hofkirche St. Leodegar in Luzern beigesetzt.

## Werk
Klapproth veröffentlichte 1970 sein erstes Jugendbuch. «Klapproths Markenzeichen war stets, dass er in sorgfältiger Sprache Spannung mit einem engagierten Inhalt verbinden konnte. Jahrzehntelang begeisterte er zudem Schülerinnen und Schüler in der ganzen Schweiz mit seinen Lesungen.»
Er hat insgesamt zwölf Jugendbücher und ein Buch mit Gedichten und Geschichten geschrieben:
- Das Geheimnis im Turm, Luzern/München: Rex-Verlag, 1970
- Flucht durch die Nacht, Luzern/München: Rex-Verlag, 1972, ISBN 3-7252-0217-6
- Die Nacht, die sechs Tage dauerte, Luzern/München: Rex-Verlag, 1976, ISBN 3-7252-0276-1
- Fürchte den Stern des Nordens!, Luzern/München: Rex-Verlag, 1979, ISBN 3-7252-0336-9
- Stefan, Luzern, Stuttgart : Rex-Verlag 1981, ISBN 3-7252-0394-6
Übersetzung ins Ungarische von Éva Greiner, Budapest: Harmattan, 2009, ISBN 978-963-236-212-0
- Der todsichere Plan, Luzern/Stuttgart: Rex-Verlag, 1985, ISBN 3-7252-0461-6
- Mit falschem Pass: das Schicksal des Kurden Kemal, Luzern/Stuttgart: Rex-Verlag, 1988, ISBN 3-7252-0501-9
Paderborn: Blindenschr.-Verl. P.v.M., 1993
- Der Junge mit dem silbernen Bogen: die Erlebnisse des verlassenen Peer aus der ehemaligen DDR, Luzern/Stuttgart: Rex-Verlag, 1990, ISBN 3-7252-0541-8
- Tunnel der Gewalt: die Geschichte von Milan und Niki,  Luzern/Stuttgart: Rex-Verlag, 1993, ISBN 3-7252-0574-4
- Die Fährte des Wolfes: ein Ökokrimi, Bern: Blaukreuz-Verlag, 1997, ISBN 3-85580-373-0
- Mandalenas Felsenschloss, Cantina Verlag: Goldau, 1998, ISBN 3-85600-032-1
- Wolkenbilder: Geschichten und Gedichte, Alpnach: R. Klapproth, 1999, ISBN 3-9521918-0-9
- Der Stern der Tyraskiden, Maihof-Verlag: Luzern, 2002, ISBN 3-9522033-9-4